# Suriola fici
Suriola fici är en insektsart som först beskrevs av Van Stalle 1987.  Suriola fici ingår i släktet Suriola och familjen kilstritar. Inga underarter finns listade i Catalogue of Life.